# Erev schel Schoschanim
Erev schel Schoschanim (hebräisch ערב של שושנים „Abend der Lilien“, oft mit „Abend der Rosen“ übersetzt, da das hebräische Wort Schoschana in Israel sowohl als „Rose“ wie auch als „Lilie“ gedeutet werden kann) ist ein hebräisches Liebeslied, dessen Melodie von Josef Hadar und der Text von Mosche Dor geschrieben wurde.
Die Melodie wird häufig auf Hochzeiten gespielt und wurde von Gesto Bergen in das katholische Kirchenlied Kennst du das alte Lied umgedichtet. In Finnland wurde das Lied durch Juhani Forsberg unter dem Namen Tiellä ken vaeltaa bekannt. Im Orient wird die Melodie häufig für Bauchtanz genutzt. Die erste Aufnahme des Liedes wurde von Yafa Yarkoni 1957 gesungen. Bekannt wurde das Lied durch das Duo HaDuda'im, das dieses Lied in Israel und darüber hinaus zu einem Hit machte. In den folgenden Jahren wurde das Lied von vielen Sängern, darunter auch Harry Belafonte, Nana Mouskouri, Daliah Lavi, Hanna Aroni und Miriam Makeba aufgeführt. Tzvi Hillman kreierte 1966 den ersten auf diesem Lied basierenden israelischen Volkstanz.

## Liedtext
| Deutsch | Transliteration                                                                                 | Hebräisch                                                       |
| --- | ----------------------------------------------------------------------------------------------- | --------------------------------------------------------------- |
| Abend von Rosen Lass uns in den Garten gehen Myrrhe, Gewürze und Weihrauch Sind eine Schwelle unter deinen Füßen                   | Erev schel schoschanim Netze na el habustan Mor besamim ulewonah Leraglech miftan.              | ערב של שושנים נצא נא אל הבוסתן מור בשמים ולבונה .לרגלך מפתן     |
| Die Nacht sinkt langsam Es weht ein Wind von Rosen Lass mich ein Lied dir heimlich flüstern Ein Lied der Liebe                     | Lajla jored le'at Weru'ach schoschan noschvah Havah elchasch lach schir balat Semer schel ahava | לילה יורד לאט ורוח שושן נושבה הבה אלחש לך שיר בלאט .זמר של אהבה |
| Zur Morgendämmerung gurrt die Taube Dein Kopf ist voller Tautropfen Dein Mund ist des Morgens eine Rose Ich werde ihn mir pflücken | Schachar homah jonah Roschech male t'lalim Pich el haboker schoschana Ektefenu li.              | שחר הומה יונה ראשך מלא טללים פיך אל הבוקר, שושנה .אקטפנו לי     |